# Lijst van voetbalinterlands Liberia - Rwanda
Deze lijst van voetbalinterlands is een overzicht van alle officiële voetbalwedstrijden tussen de nationale teams van Liberia en Rwanda. De landen speelden tot op heden twee keer tegen elkaar. De eerste ontmoeting, een kwalificatiewedstrijd voor de Afrika Cup 2008, werd gespeeld op 8 oktober 2006 in Monrovia. Het laatste duel, de returnwedstrijd in dezelfde kwalificatiereeks, vond plaats in Kigali op 8 september 2007.

## Wedstrijden
| № | Plaats   | Datum            | Competitie                   | Wedstrijd        | Uitslag |
| - | -------- | ---------------- | ---------------------------- | ---------------- | ------- |
| 1 | Monrovia | 8 oktober 2006   | Afrika Cup 2008 kwalificatie | Liberia – Rwanda | 3 – 2   |
| 2 | Kigali   | 8 september 2007 | Afrika Cup 2008 kwalificatie | Rwanda – Liberia | 4 – 0   |

## Samenvatting
| Competitie              | Totaal gespeeld | Winst Liberia | Gelijk | Winst Rwanda | Doelsaldo Liberia – Rwanda |
| ----------------------- | --------------- | ------------- | ------ | ------------ | -------------------------- |
| Afrika Cup-kwalificatie | 2               | 1             | 0      | 1            | 3 − 6                      |
| Totaal                  | 2               | 1             | 0      | 1            | 3 − 6                      |

LFA · Liberiaans vrouwenelftal
Interlands
Tegenstander:
Algerije ·
Angola ·
Benin ·
Botswana ·
Burkina Faso ·
Burundi ·
Centraal-Afrikaanse Republiek ·
Colombia ·
Congo-Brazzaville ·
Congo-Kinshasa ·
Djibouti ·
Egypte ·
Equatoriaal-Guinea ·
Ethiopië ·
Gabon ·
Gambia ·
Ghana ·
Guinee ·
Guinee-Bissau ·
Indonesië ·
Irak ·
Ivoorkust ·
Kaapverdië ·
Kameroen ·
Kenia ·
Lesotho ·
Libië ·
Madagaskar ·
Malawi ·
Maleisië ·
Mali ·
Marokko ·
Mauritanië ·
Mauritius ·
Mexico ·
Namibië ·
Niger ·
Nigeria ·
Oeganda ·
Oman ·
Papoea-Nieuw-Guinea ·
Rwanda ·
Sao Tomé en Principe ·
Senegal ·
Sierra Leone ·
Soedan ·
Tanzania ·
Thailand ·
Togo ·
Tsjaad ·
Tunesië ·
Zambia ·
Zimbabwe ·
Zuid-Afrika
FERWAFA · Rwandees vrouwenelftal
1976 – 1989 · 
1990 – 1999 · 
2000 – 2009 · 
2010 – 2019 ·
2020 − 2029
Algerije ·
Angola ·
Benin ·
Botswana ·
Burundi ·
Centraal-Afrikaanse Republiek ·
Congo-Brazzaville ·
Congo-Kinshasa ·
Djibouti ·
Egypte ·
Equatoriaal-Guinea ·
Eritrea ·
Ethiopië ·
Gabon ·
Ghana ·
Guinee ·
Ivoorkust ·
Kaapverdië ·
Kameroen ·
Kenia ·
Lesotho ·
Liberia ·
Libië ·
Madagaskar ·
Malawi ·
Mali ·
Marokko ·
Mauritanië ·
Mauritius ·
Mozambique ·
Namibië ·
Nigeria ·
Oeganda ·
Senegal ·
Seychellen ·
Soedan ·
Somalië ·
Tanzania ·
Togo ·
Tunesië ·
Zambia ·
Zimbabwe ·
Zuid-Afrika ·
Zuid-Soedan